# La Chambre de Van Gogh à Arles
La Chambre de Van Gogh à Arles est une peinture à l'huile sur toile de 72 × 90 cm. Elle a été réalisée par le peintre Vincent van Gogh en 1888. Elle se trouve au musée Van-Gogh à Amsterdam.
Vincent van Gogh réalise ultérieurement, en 1889, deux autres versions de ce même tableau exposées désormais à l'Art Institute of Chicago et au musée d'Orsay, à Paris.

## Description et analyse
Van Gogh a choisi comme sujet sa chambre dans la « maison jaune », où il installe son atelier, puis loge à partir du 17 septembre 1888 et qui sera détruite lors du bombardement allié d'Arles du 25 juin 1944. Il réalise cette peinture en octobre 1888, période pendant laquelle il attend la venue à Arles de Paul Gauguin avec qui il souhaitait fonder un cercle d'artistes.
L'objet dominant de la chambre est le lit : solide et simple, il suggère la chaleur, le confort et la sécurité. La plupart des autres objets (les chaises, les coussins et les tableaux) sont représentés par paires. Cette représentation contribue à donner une impression de tranquillité, d'ordre et de paix.
La première version du tableau présente au dessus du lit le portrait du peintre Eugène Boch et le portrait de Paul-Eugène Milliet.

## Explications de Van Gogh
Dans trois lettres à son frère Théo et à Paul Gauguin datées du 16 et 17 octobre 1888, et à sa sœur le 21 octobre 1889, Van Gogh exprime ses intentions, ce qui permet d'avoir le regard du peintre sur ces peintures. Dans la lettre adressée à son frère Théo, il explique qu'il veut exprimer la tranquillité et faire ressortir la simplicité de sa chambre au moyen du symbolisme des couleurs. Pour cela, il décrit : « les murs lilas pâle, le sol d'un rouge rompu et fané, les chaises et lit jaune de chrome, les oreillers et le drap citron vert très pâle, la couverture rouge sang, la table à toilette orangée, la cuvette bleue, la fenêtre verte », affirmant : « J'avais voulu exprimer un repos absolu par tous ces tons divers ».
Il fait référence à travers ces différents tons, au Japon, à ses crépons et à ses estampes. Il se justifie ainsi : « Les Japonais ont vécu dans des intérieurs très simples et quels grands artistes ont vécu dans ce pays ». Même si, aux yeux des Japonais, une chambre ornée de tableaux et de meubles ne semble pas véritablement simple, pour Vincent, c'est « une chambre à coucher vide avec un lit en bois et deux chaises ». Pour Van Gogh, la chambre qui parait pourtant bien remplie, est « vide », « sans rien », comprendre sans présence humaine, mais aussi d'une sobriété d'ameublement qui s'approche des maisons japonaises. 
Dans la lettre à sa sœur, il dénonce l'accumulation des « bibelots » par les peintres enrichis : « Si un peintre est riche alors il vit dans une maison qui ressemble à un magasin de curiosités et cela non plus est bien artistique à mon goût. » L'accumulation est source de désordre et le désordre des choses, cause de désordre mental : « Et moi souvent j'en ai souffert de vivre tellement dans des conditions où l'ordre fut impossible, que j'en ai perdu la notion de l'ordre et de la simplicité. »
C'est pour « reposer la tête ou plutôt l'imagination », pour être « suggestive ici du repos ou du sommeil en général », pour « exprimer un repos absolu » que la toile fut conçue, donnant à la vue des choses intimes l'esprit des stilleven du Siècle d'or néerlandais.

## Deuxième version
Van Gogh réalisera deux autres versions de ce tableau. L'original ayant été abîmé par une crue du Rhône, son frère Théo lui demanda d'en réaliser une copie avant que l'original ne soit restauré. Van Gogh peindra donc en 1889 la deuxième version de La Chambre de Van Gogh à Arles (sans toutefois chercher à faire une copie exacte du tableau de 1888), actuellement exposée à l'Institut d'art de Chicago. Le peintre change notamment les deux portraits affichés sur le mur de la chambre, y substituant vraisemblablement un autoportrait, et un portrait féminin.

## Troisième version
Encouragé par le résultat, Van Gogh réalisera une troisième version, plus petite (57 × 74 cm), qu'il offrira en cadeau à sa sœur (et non à sa belle-mère [ou mère] comme cela est souvent rapporté). Achetée par Matsukata Kōjirō dans les années 1920, cette version se trouve au musée d'Orsay, à Paris, à la suite du traité de paix signé entre la France et le Japon en 1959. Dans cette version, le portrait d'Eugène Boch a été remplacé par l'autoportrait sans barbe. L'autre tableau ne ressemble à aucun portrait connu réalisé par le peintre.

## Analyse
Une étude approfondie des lignes de fuite montre que l'artiste joue avec les règles traditionnelles de la perspective issues de la Renaissance. 
Il atteint malgré tout un certain dépouillement par une composition constituée presque uniquement de lignes droites et par une combinaison rigoureuse des surfaces colorées qui suppléent à l'instabilité de la perspective. L'accent pictural est clairement mis sur la couleur : « une combinaison rigoureuse des surfaces colorées qui suppléent à l'instabilité de la perspective. ». 

## Exposition
La troisième version est exposée dans le cadre de l'exposition Les Choses. Une histoire de la nature morte au musée du Louvre du 12 octobre 2022 au 23 janvier 2023, parmi les œuvres de l'espace nommé « La vie simple ».